# Roman Wajda
Roman Ludwik Wajda (ur. 22 lipca 1901 w Zasławiu, zm. 8 grudnia 1974 w Londynie) – polski inżynier, podpułkownik saperów Wojska Polskiego, główny pomysłodawca budowy Polskiego Ośrodka Społeczno-Kulturalnego w Londynie, wykładowca i działacz polonijny w Wielkiej Brytanii.

## Życiorys

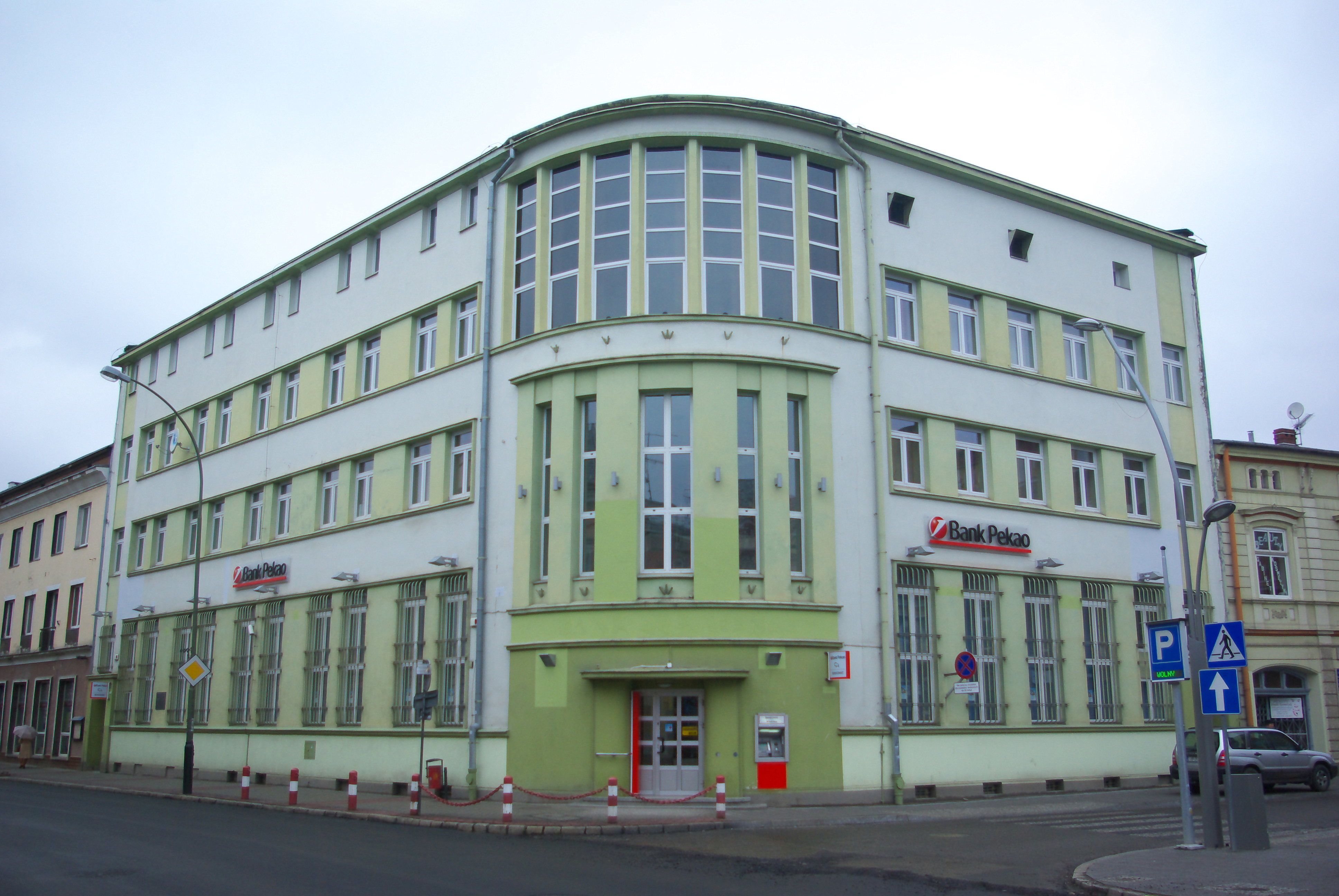
Dawny budynek Komunalnej Kasy Oszczędności w Sanoku. Obecnie Bank Pekao

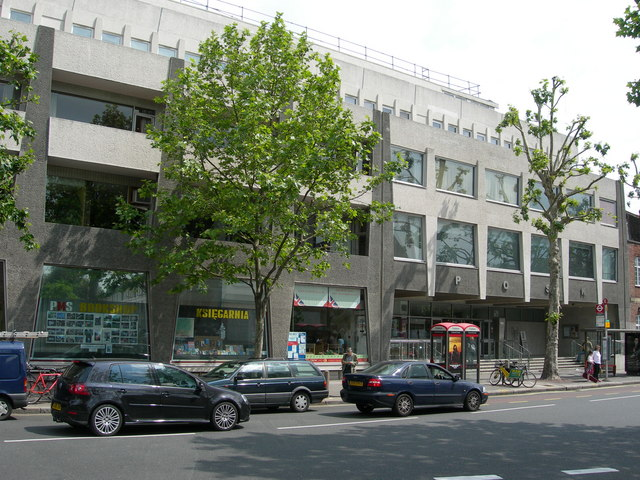
Budynek POSK w Londynie

Urodził się 22 lipca 1901 w Zasławiu w rodzinie dróżnika kolejowego. Uczęszczał do szkoły realnej w pobliskim Zagórzu. Następnie edukację kontynuował w Zakładzie Naukowo-Wychowawczym Ojców Jezuitów w Chyrowie. Brał udział w wojnie polsko-ukraińskiej, a później wojnie polsko-bolszewickiej. Po demobilizacji w 1921 zdał maturę i podjął studia na Politechnice Lwowskiej. W 1926 roku uzyskał dyplom inżyniera dróg i mostów. Po studiach powołany do Wojska Polskiego. W Szkole Podchorążych Piechoty w Gródku Jagiellońskim otrzymał awans na stopień podporucznika rezerwy saperów. Został awansowany na stopień porucznika rezerwy w korpusie oficerów inżynierii i saperów ze starszeństwem z dniem 2 stycznia 1932. W 1934 był oficerem rezerwowym 4 batalionu saperów.
Po ślubie z Olgą Świgost, w 1931 roku przeprowadził się do Sanoka. Tam objął stanowisko Naczelnika Wydziału Technicznego w magistracie. Współpracował z burmistrzem miasta, Janem Rajchlem, w kierunku rozbudowy i upiększenia miasta; był odpowiedzialny za elektrownię, wodociągi i kanalizację, odnowienie rynku, ratusza, rewitalizację terenów miejskich i rozbudowę, budowę Komunalnej Kasy Oszczędności w latach 1935–1937 (obecnie budynek przy ul. Tadeusza Kościuszki 4), zabudowę ulicy Mickiewicza, plany regulacji lewego brzegu Sanu. W 1933 został wybrany członkiem zarządu sanockiego oddziału Polskiego Czerwonego Krzyża. W 1936 został członkiem sanockiego komitetu Zjazdu Górskiego zorganizowanego w sierpniu 1936 w Sanoku. Do 1939 był członkiem sanockiego gniazda Polskiego Towarzystwa Gimnastycznego „Sokół”. Wraz z rodziną (miał syna Andrzeja i córkę Martę) zamieszkiwał przy ulicy Bartosza Głowackiego.
Po agresji ZSRR na Polskę próbował przedrzeć się na Węgry, ale został aresztowany przez NKWD w Worochcie i osadzony w więzieniu w Stanisławowie, a następnie we lwowskich Brygidkach. Skazany na pięć lat łagru w Workucie. W 1941 roku zwolniony na mocy układu Sikorski-Majski wyjechał do Guzaru w Uzbeckiej SRR, gdzie tworzyła się Armia Andersa. Przydzielony do pułku saperów, jako dowódca plutonu, a następnie oficer wyszkolenia. W sierpniu 1942 zlecono mu referat spraw budowlanych w dowództwie armii. W Iraku otrzymał rozkaz budowy szpitala w Kirkuku. Jako oficer saperów służył w 3 Dywizji Strzelców Karpackich. W stopniu kapitana był dowódcą kompanii parkowej 3 Karpackiego Batalionu Saperów. Brał udział w walkach we Włoszech nad rzeką Arno, pod Monte Cassino, Ankoną, rzeką Senio i pod Bolonią. Po walkach nadzorował budowę cmentarzy wojennych na Monte Cassino, w Loreto i Bolonii. Został awansowany na stopień pułkownika saperów.
W czasie wojny jego żona prowadziła wyszynk na stacji kolejowej w Nowym Łupkowie, w 1944 roku została wywieziona do Niemiec, a następnie powróciła do Sanoka. Po latach rozłąki otrzymała wiadomość od męża i wraz z dziećmi udała się do Włoch, gdzie spotkali się 22 listopada 1946 roku w Ankonie. Następnie przenieśli się do Wielkiej Brytanii. Osiedlili się w Delamere Park nieopodal Cuddington i Chester.
Roman Wajda uczestniczył w życiu i rozwoju emigracji polskiej. Wykładał w Polish University College oraz w Battersea College of Technology Uniwersytetu Londyńskiego. W latach 1958–1960 był prezesem Stowarzyszenia Techników Polskich w Wielkiej Brytanii. Członek i przewodniczący Wydziału Przyrodniczo-Matematycznego Polskiego Towarzystwa Naukowego na Obczyźnie. Stał na czele Polskiego Ośrodka Społeczno-Kulturalnego (POSK) w Londynie, działającego od 23 lipca 1964. Był inicjatorem i głównym orędownikiem budowy w dzielnicy Hammersmith nowego gmachu POSK-u, otwartego w 1974, w którym siedzibę znalazły polskie placówki. Był członkiem założycielem Koła Lwowian w Londynie.
Na początku 1966 został wiceprzewodniczącym Polskiej Rady Bibliotecznej, powstałej z inicjatywy Zjazdu Zjednoczenia Polskiego w Wielkiej Brytanii. Zmarł 8 grudnia 1975 w Londynie, na krótko przed oddaniem do użytku zachodniej części budynku POSK. Został pochowany na cmentarzu Putney Vale w Londynie. 
Po latach córka Marta Wajda-Spohn przekazała zbiory z księgozbioru ojca i Czesława Woyno na rzecz Miejskiej Biblioteki Publicznej w Sanoku.

## Wyróżnienia i odznaczenia
- 1944 – Srebrny Krzyż Zasługi z Mieczami
- 1945 – Krzyż Walecznych
- 1945 – Krzyż Pamiątkowy Monte Cassino
- 1945 – brytyjska Gwiazda za Wojnę 1939–1945
- 1945 – brytyjska Gwiazda Italii
- 1946 – Medal Wojska
- 1945 – War Medal 1939–1945
- 1972 – doktorat honoris causa Polskiego Uniwersytetu na Obczyźnie w Londynie